# Jüdischer Friedhof (Nýrsko)
Koordinaten: 49° 17′ 5,7″ N, 13° 9′ 4,5″ O

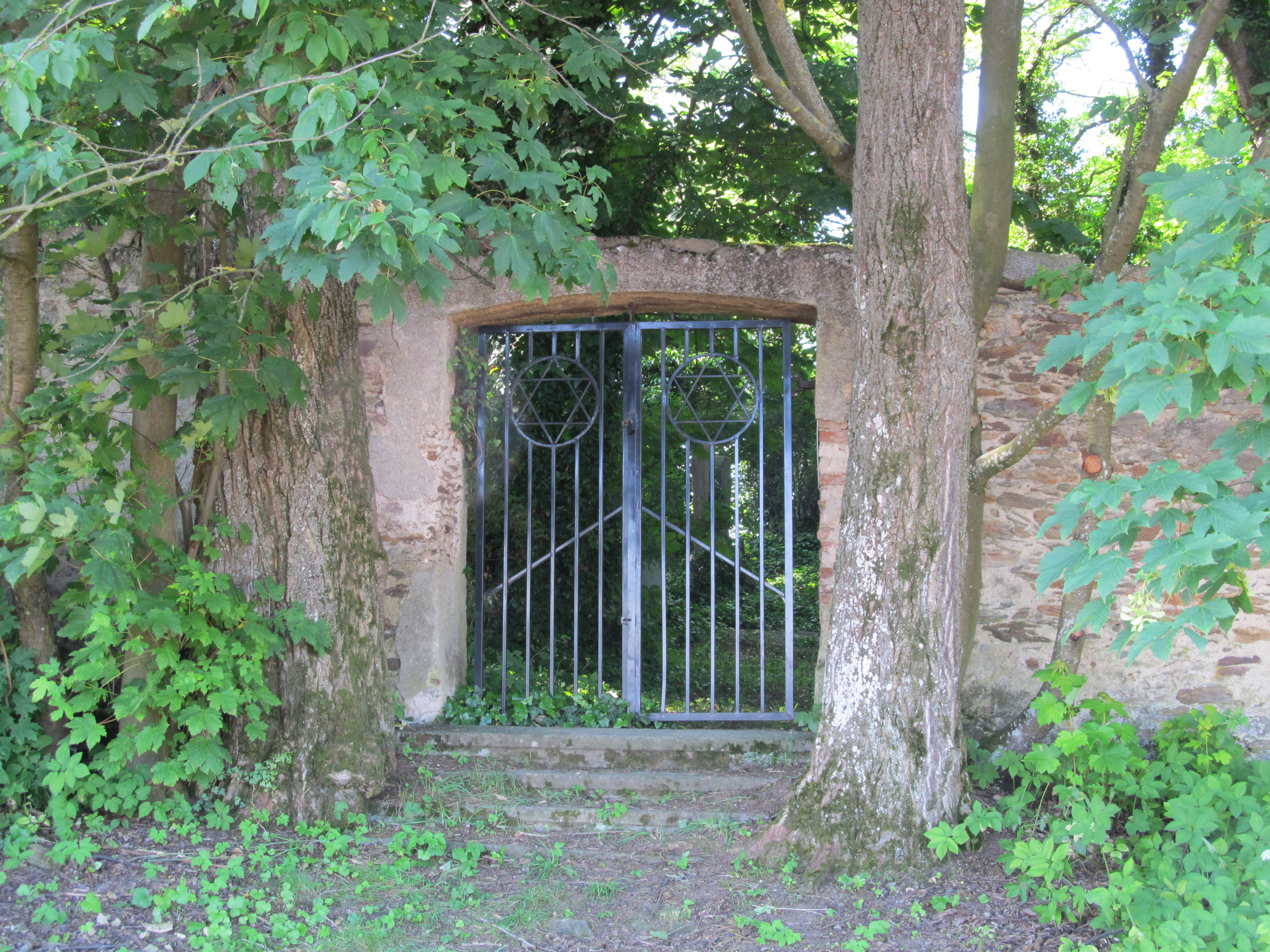
Eingang zum jüdischen Friedhofs in Nýrsko

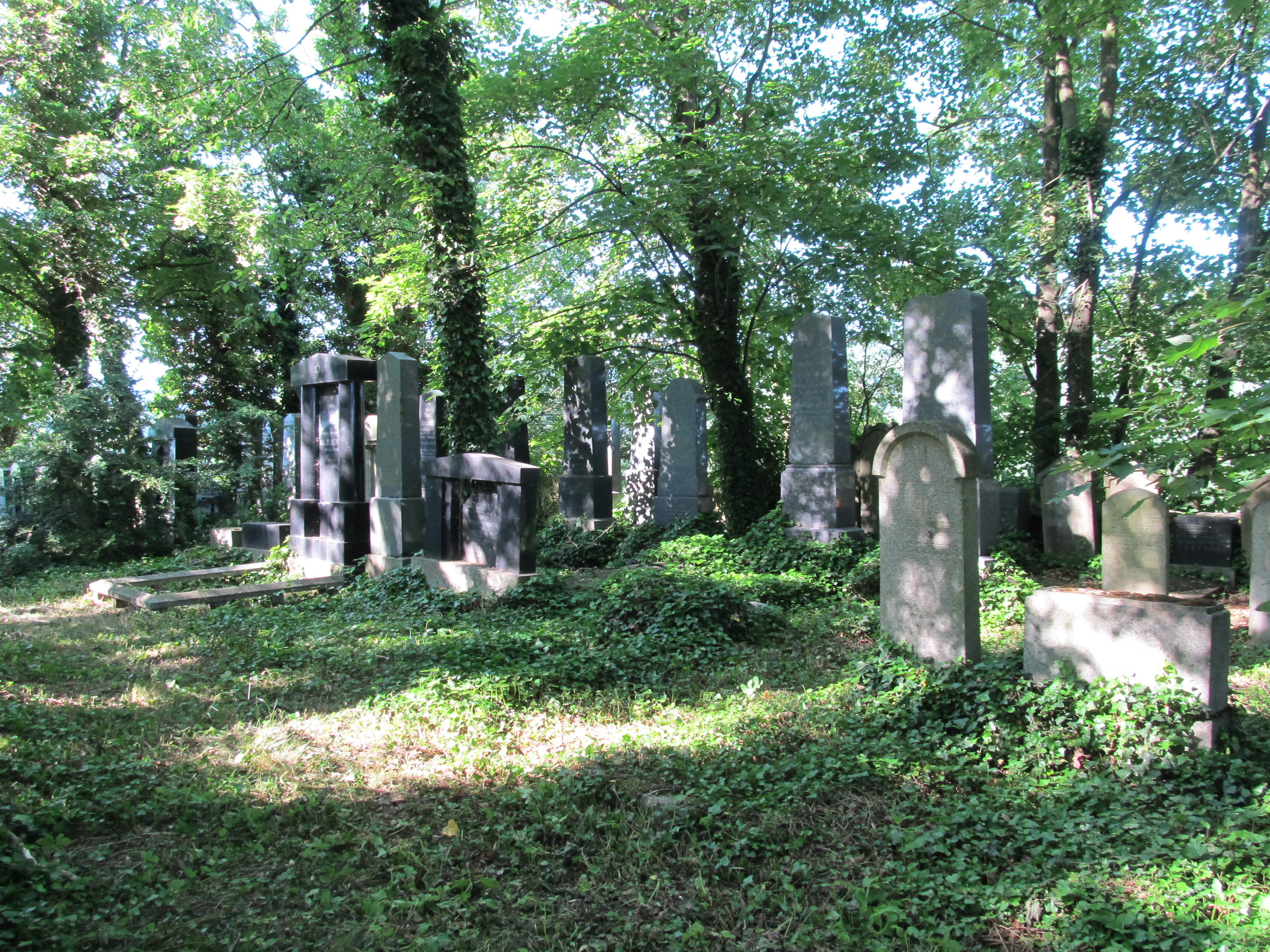
Ansicht

Der Jüdische Friedhof in Nýrsko (deutsch Neuern), einer Stadt im Okres Klatovy in Tschechien, soll schon im 15. Jahrhundert angelegt worden sein. Der jüdische Friedhof auf einer Anhöhe in Richtung Böhmisch Eisenstein ist seit 1988 ein geschütztes Kulturdenkmal.
Auf dem Friedhof sind noch etwa 350 Grabsteine vorhanden.